# Jan Jonker Afrikaner

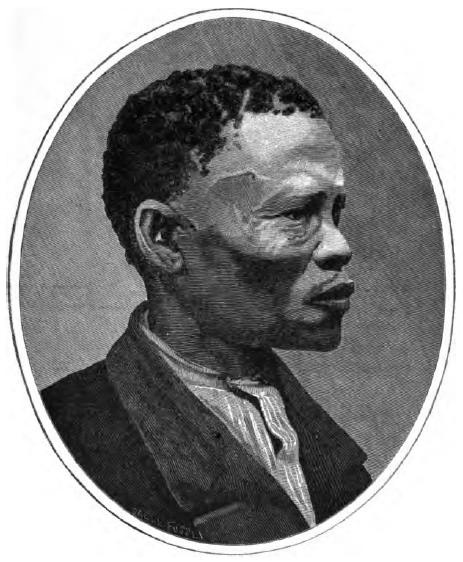
Jan Jonker Afrikaner

Jan Jonker Afrikaner, eigentlich ǀHaramumabKlicklaut, (* um 1820 in Bethanien, Südwestafrika; † 10. August 1889 bei Tsaobis, Deutsch-Südwestafrika) war der sechste Kaptein der Orlam-Afrikaner im heutigen Namibia.

## Biografie
Jan Jonker Afrikaner wird in der Literatur sowohl als Neffe wie auch als jüngster Sohn des bedeutendsten Afrikaner-Kapteins Jonker Afrikaner bezeichnet. Bedeutsamer für die geschichtliche Bedeutung des Jan Jonker Afrikaner ist jedoch, dass er nach dem Friedensschluss der Afrikaner mit den Herero im Jahre 1842 zusammen mit deren Häuptlingssohn Maharero in Windhoek zum Feldhauptmann ausgebildet wurde und diesem in langjähriger Freundschaft verbunden blieb. Zu dieser Zeit war der Afrikaner-Stamm der unbestritten mächtigste Stamm in Südwest-Afrika und hatte nach dem Friedensschluss von Hoachanas im Jahre 1858 die auch von den Nama- und übrigen Orlam-Stämmen anerkannte Gebietsherrschaft über den gesamten Norden des Landes (Hereroland). Die Herero dagegen spielten, soweit sie nicht mit Jonker Afrikaner verbündet waren, keine Rolle mehr.
Nach dem Tod Jonker Afrikaners im Jahre 1861 fiel die Kapteinwürde der Afrikaner dem Nama-Recht entsprechend dessen ältesten Sohn Christian Afrikaner zu, obwohl dieser im Vergleich zu Jan Jonker Afrikaner als die schwächere Führerpersönlichkeit galt und insbesondere auch nicht über dessen gute Kontakte zu den Herero verfügte. Der inzwischen zum Herero-Häuptling ernannte Maharero nutzte die sich entwickelnden Spannungen zwischen Christian und Jan Jonker Afrikaner zu seinen Gunsten, was Christian Afrikaner nicht verborgen blieb; er argwöhnte nicht ganz zu Unrecht, dass sich Jan Jonker und Maharero gegen ihn verbündet hätten, um ihm seine Kapteinsschaft streitig zu machen. Christian Afrikaner glaubte daher, einem von den Herero gegen ihn beabsichtigten Angriff zuvorkommen zu müssen, und überfiel seinerseits den gut vorbereiteten Maharero in seinem Kriegslager in Otjimbingwe. Die Afrikaner jedoch wurden vernichtend geschlagen und Christian Afrikaner wurde am 15. Juni 1863 getötet.
Dies war der erste namhafte Sieg der Herero über die Afrikaner seit langer Zeit, was dem Selbstwertgefühl der Herero erheblichen Auftrieb gab und diese veranlasste, sich aus der räumlichen Nähe zu den Afrikanern zu lösen und Otjimbingwe zu ihrem neuen Stammessitz zu wählen. Jan Jonker Afrikaner wurde zwar – mit Unterstützung von Maharero – zum neuen Kaptein der Afrikaner ernannt, gleichwohl schien es ihm angeraten zu sein, zunächst Zuflucht bei den Amraalschen Khauas und Ostherero in Witvley zu suchen, um das wiedererstarkte Selbstwertgefühl der Herero nicht zu reizen.
Deren Entscheidung, sich in Otjimbingwe niederzulassen, hatte den weiteren Vorteil, dass dort der schwedische Forschungsreisende und Unternehmer Andersson ein großes Handelsunternehmen aufgebaut hatte und außerdem eine sehr gewinnträchtige Kupfermine betrieb. Zu deren beider Schutz hatte sich Andersson eine eigene, gut ausgerüstete Privatarmee zugelegt, um sicherzustellen, dass seine wirtschaftlichen Aktivitäten nicht durch kriegerische Auseinandersetzungen der ihn umgebenden Stämme gestört wurden. Daher war Andersson die Machtfülle des Jan Jonker Afrikaner ein Dorn im Auge, da er von dessen Launen abhängig war. Sowohl Maharero als auch Andersson hatten deshalb ein großes Interesse daran, die Afrikaner unter Jan Jonker in die Schranken zu verweisen. Diesem Interesse folgend ernannte Maharero daher Andersson 1863 zum „Regenten und militärischen Befehlshaber aller Herero auf Lebenszeit“, wodurch er sich dessen finanzieller und militärischer Unterstützung im Kampf gegen die Vormachtstellung der Afrikaner sicher sein konnte. Unter Anderssons Befehl wurden dann auch sogleich mehrere erfolgreiche Angriffe gegen die Afrikaner unternommen. Die von Jan Jonker Afrikaner geführten Gegenangriffe brachten nicht nur keine Entlastung, sondern schwächten die Afrikaner zusätzlich, zumal sich inzwischen auch die Nama von den Afrikanern abzuwenden begannen. So blieb Jan Jonker Afrikaner angesichts seiner immer schwächer werdenden Position nichts anderes übrig, als sich 1870 im 10-Jahresfrieden von Okahandja dem Diktat der übrigen Stämme zu fügen. Den Afrikanern wurde Windhuk lehensweise als Stammsitz zugewiesen, Jan Jonker selbst wurde zum „Mithäuptling“ der Herero ernannt und damit der ständigen Kontrolle Mahareros unterworfen. Auch sonst tat Maharero alles ihm Mögliche, um Jan Jonker Afrikaner zu maßregeln und zu demütigen.

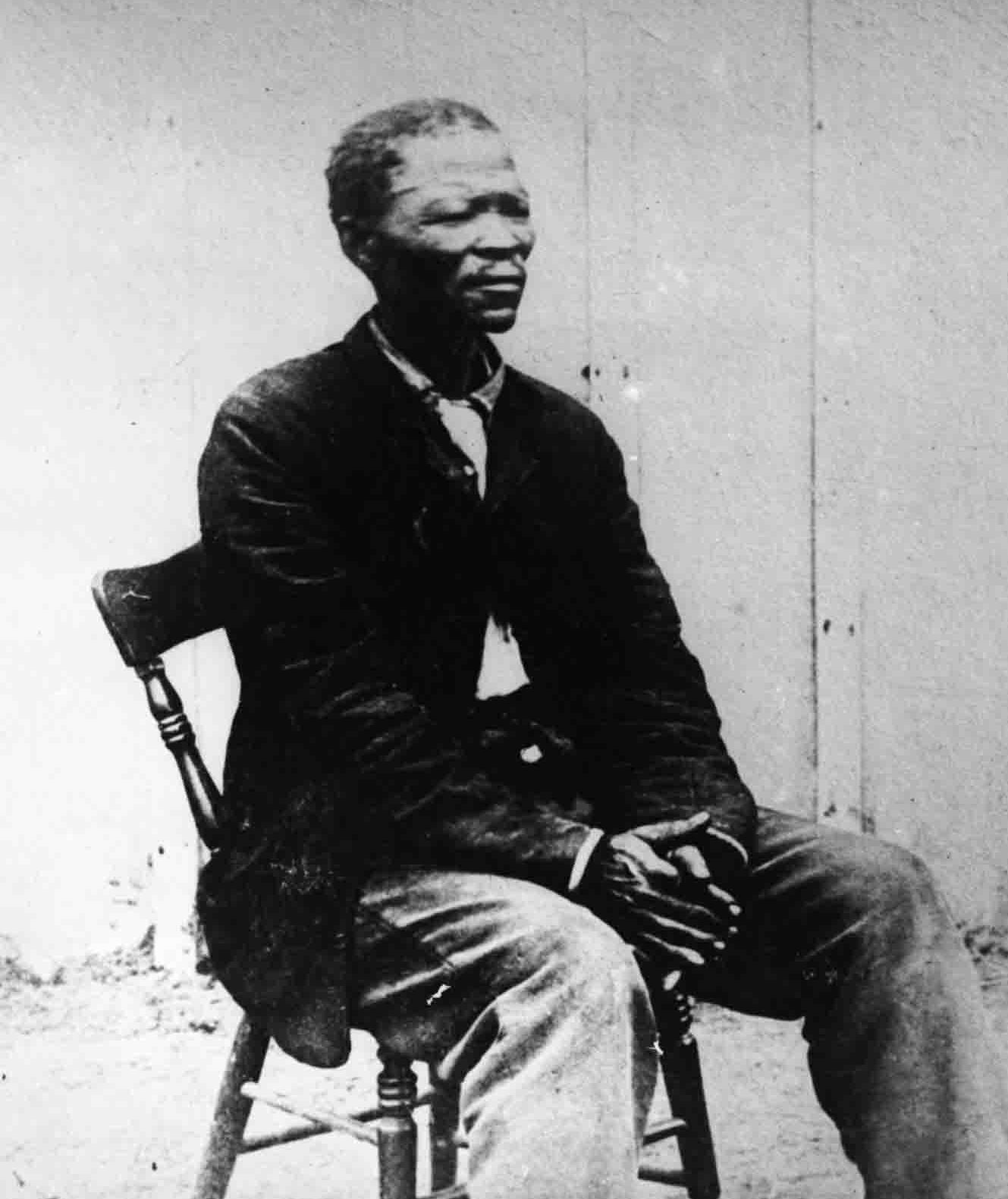
Jan Jonker Afrikaner

So nimmt es nicht Wunder, dass 1880 ein kleiner Weidestreit genügte, um die in Jahren aufgebaute Spannung zwischen Afrikanern und Herero zur gewalttätigen Entladung zu bringen. Maharero nahm diesen Vorfall zum Anlass, am 23. August 1880 – also exakt 30 Jahre nach dem von den Afrikanern verübten „Blutbad von Okahandja“ – die Ermordung aller zufällig in Okahandja anwesenden Afrikaner anzuordnen – unter ihnen auch Verwandte von Jan Jonker Afrikaner – und 2 Tage später die Zerstörung Windhuks zu veranlassen. Jan Jonker Afrikaner konnte sich nach Rehoboth flüchten und versuchte von dort aus, im Bündnis mit den Rehoboth-Baster, den Nama- und Orlam-Stämmen dem Wüten der Herero durch einen Angriff am 12. Dezember 1880 auf Barmen und einen weiteren Angriff am 22. November 1881 bei Osona entgegenzutreten. Beide Schlachten gingen jedoch zu Ungunsten der Nama- und Orlamstämme aus und zwangen Jan Jonker Afrikaner zur Flucht an den Gamsberg, wo er in den Folgejahren von kleineren Raubzügen lebte. Dort allerdings kam er dem ehemals verbündeten Orlam-Stamm der Witbooi zu nahe; diese hatten 1884 einen Separatfrieden mit den Herero geschlossen und strebten unter ihrem neuen Kaptein Hendrik Witbooi nach erfolgreicher Auseinandersetzung mit der „Roten Nation“ der Nama eine Führungsrolle in Südwest-Afrika an. Jan Jonker allerdings hatte angesichts der für ihn ungünstigen Kräfteverhältnisse – ein Großteil seiner Krieger und sogar seine Söhne waren inzwischen zu den Witbooi übergelaufen – kein Interesse an einer Auseinandersetzung mit den Witbooi und versuchte, diesen in Richtung Otjimbingwe zu entfliehen. Bei Tsaobis am Swakop jedoch wurde er von den nachsetzenden Witbooi eingeholt und gestellt.
Jan Jonker Afrikaner war zur Aufgabe bereit und stellte sich am 10. August 1889 zur Kapitulationsverhandlung. Vor deren Beginn jedoch wurde er von seinem Sohn Phanuel erschossen. Mit dem Tode des Jan Jonker Afrikaner versank der Rest des Afrikanerstammes in Bedeutungslosigkeit und ging im Jahre 1897 völlig unter.